# Aeroportul Port Kaituma
Aeroportul Port Kaituma (IATA: PKM, ICAO: SYPK) este un aeroport din Barima-Waini, Guyana.
aeroportul dispune de o singură pistă.